# John McCluer
Ne doit pas être confondu avec John McClure.

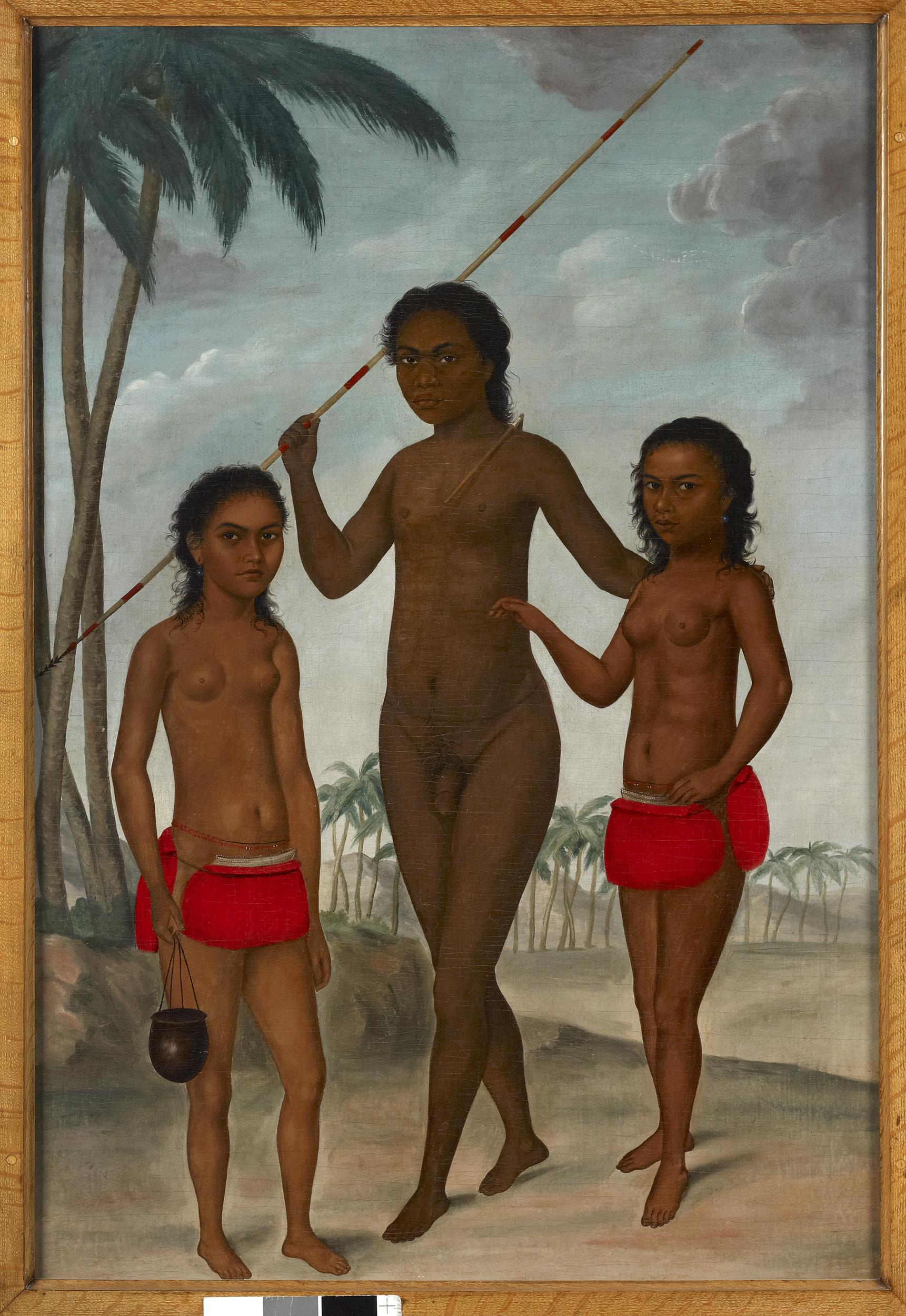
Portait de rois micronésiens extrait du récit Description of the Coast of India de John McCluer, conservé au British Museum

John McCluer, né en 1759 en Écosse et mort en mer en 1795, est un navigateur et hydrographe britannique. 

## Biographie
Entré dans la marine comme volontaire en 1777, il devient lieutenant de la marine de Bombay en 1780. Il relève la côte de Malabar en 1789-1790 puis, de 1790 à 1795, comme capitaine du Panther et de la Venus, explore la Nouvelle-Guinée, mais il disparait en mer vers les côtes du Bengale,. 
Un golfe de la Nouvelle-Guinée et des îles en Territoire du Nord en Australie (McCluer Island (ceb) ont été nommés en son honneur.
Jules Verne le mentionne dans son roman Vingt Mille Lieues sous les mers (partie 1, chapitre XX).

## Publication
- 1789 : Description of the Coast of India
- 1791 : Continuation of the description of the Coast of Malabar, from Bancoot dunwards